# Dragaljevac Gornji
Dragaljevac Gornji är ett samhälle i Bosnien och Hercegovina.   Det ligger i entiteten Republika Srpska, i den nordöstra delen av landet, 110 km nordost om huvudstaden Sarajevo. Dragaljevac Gornji ligger 166 meter över havet och antalet invånare är 438.
Terrängen runt Dragaljevac Gornji är platt.Närmaste större samhälle är Bijeljina, 16,1 km öster om Dragaljevac Gornji. 
Omgivningarna runt Dragaljevac Gornji är en mosaik av jordbruksmark och naturlig växtlighet. Runt Dragaljevac Gornji är det ganska tätbefolkat, med 67 invånare per kvadratkilometer.